# 戀心花滿開系列
戀心花滿開系列，是由日本漫畫家山本小鐵子所繪製的BL漫畫，本系列起源於《愛與陷阱》（恋と罠）的其中一則短篇，並包含《戀心花滿開》（満開ダーリン）全二冊與尚在連載中的《我們的願望》（ぼくらのねがい）等三部作品。
在時間設定上，《戀心花滿開》兩冊之間相距四年，第二冊與《我們的願望》之間又相差兩年，故系列作品前後一共跨越了六年的時間，為劇情連續且角色重疊的系列作品。

## 連載與代理概況
連載部分，除《愛與陷阱》的雜誌連載時間與期數尚待考證之外；《戀心花滿開》是三作中唯一出自《Hertz》雜誌的作品，起初一年平均只連載兩話，因此從2005年開始，直至2010年才連同第二冊內容全部連載結束；至於《我們的願望》則是自2012年開始連載，本為全新的故事，至第4話才揭露了其與《戀心花滿開》人物的關係，因此納入本系列之中，目前尚未完結。
本系列作品在臺灣均是由尚禾文化代理發行。其中《愛與陷阱》因為一直沒有中文版正式授權，早年盜版嚴重，遲至日版發行近十年後，才由尚禾文化接手。

## 角色介紹

### 戀心花滿開
原作中時間已經過了四年，故以下關於年齡的說明，都是以角色初登場時為準。

#### 村上 大志（むらかみ たかし）
男性，18歲，獨自住在吉田公寓201號房，後來和藤森春彥同居，住在花店「花滿園」（Flower Hall）的二樓。
起初因為被女生甩掉，而蹲在花店前哭泣，當時被櫻井良安慰並贈送一株盆栽，因而陷入單戀，並為此到花店買了兩次花；某次於花店附近偷窺阿良時，被店長藤森春彥發現，意外得到在店裡打工並接近阿良的機會，但過程中卻飽受春彥的性騷擾。向阿良告白失敗後，發現自己更喜歡春彥，又得知當初的盆栽其實是春彥指使阿良送的，因而與春彥相戀。
雖然喜歡花，但工作能力不佳，常因此感到自卑。在續作《我們的願望》中為24歲，未婚。

#### 藤森 春彥（ふじもり はるひこ）
男性，28歲，花店「花滿園」的店長，雙性戀（只要是當攻方都無所謂），經常以言語和肢體性騷擾大志。
原本是上班族（主任），續木敏夫同期的同事，戶塚百惠的上司暨男友。雖然因為長相和能力，而分別受到異性的愛慕與同性的尊敬，但由於是工作狂的關係，使女方難以配合，連約會都很困難，所以幾任女友的交往時間都不長，最終在無預警向公司辭職時，與百惠分手。
在續作《我們的願望》中為34歲，未婚。

#### 櫻井 良（さくらい りょう）
男性，23歲，原本在快遞公司工作，常到藤森春彥和續木敏夫所在的公司送快遞，長相美形，個性開朗但遲鈍。一開始因為只喜歡女孩子，而拒絕了續木敏夫的告白，後來兩人相約用餐時，被續木再次告白，並以「你怎麼知道你的終身伴侶一定是異性呢？」說服而同意交往。
在藤森春彥辭職去開花店時，被其要求向快遞公司辭職，因而成為花店的店員。在系列作《我們的願望》中為29歲，於某年四月成為了「花滿園」二號店的店長。

#### 續木 敏夫（つづき としお）
男性，28歲，藤森春彥的前同事，是《戀心花滿開》中唯一真正的同性戀，在公司的電梯中對櫻井良一見鍾情，在藤森春彥的牽線下，初次告白但遭拒，後來在相約用餐時第二次告白，並借用春彥追求他人的台詞說服對方，成功交往。

#### 本多 春樹（ほんだ はるき）
男性，16歲，高一生，因為失戀而沮喪，在花店前看花時，被大志送了一小束花而愛上大志。後來告白失敗，又得知花其實是春彥做的，但並沒有像大志一樣因此愛上春彥，反而想成為跟春彥一樣的人，並另找一個跟大志一樣的情人。

#### 戶塚 百惠（とつか ももえ）
女性，上班族，在企劃一課工作，藤森春彥的前同事（下屬）暨前女友，續木敏夫的同事，做事能力很強，輕視沒有能力和上進心的男人。在春彥無預警向公司辭職時被要求分手，一年後原本準備和公司的另一位同事結婚，卻因為婚前憂鬱症而找上春彥，然而在得知春彥已經與大志在一起之後，就完全恢復正常了。

### 我們的願望
原作中時間已經過了兩年，故以下關於年齡的說明，都是以角色初登場時為準。

#### 最上 兩（もがみ りょう）
第1話（第1冊）初登場，男性，19歲，因為父親再婚而成為健人、隼人、真人的哥哥，家中排行第一。
性格認真上進，原本在連鎖居酒屋打工，父親與繼母接連過世後，繼承家業「紫羅蘭咖啡館」（純喫茶スミレ），成為店長。

#### 最上 健人（もがみ けんと）
第1話（第1冊）初登場，男性，17歲，原為高田家長子，母親再婚後改姓最上，家中排行變為第二。性格沉穩，敏捷多思，溫柔親切，長相不錯，和隼人一樣是優等生。由於一直協助經營咖啡館的關係，對於家務很是能幹，最擅長做咖哩。高中畢業後放棄升學，留在店裡幫忙，同時將頭髮留長。
本身是同性戀者，但覺得談戀愛太麻煩，故和一位大叔維持身體上的關係，至今沒有交往對象，與弟弟隼人並稱為「難攻不落的兩兄弟」。

#### 最上 隼人（もがみ はやと）
第1話（第1冊）初登場，男性，14歲，原為高田家次子，母親再婚後改姓最上，家中排行變為第三。個性外冷內熱，不多話，看來沉默遲鈍，但頭腦聰明，在校成績很好。經常被女孩子告白，但一向嚴詞拒絕，與哥哥健人並稱為「難攻不落的兩兄弟」。
初中畢業後進入宮市高中，以補貼家用為由，利用放學和假日期間在花店「花滿園」打工，因而與藤森春彥和村上大志成為同事，在得知兩人的戀情之後，發現自己對兩的愛慕。

#### 最上 真人（もがみ まひと）
第1話（第1冊）初登場，男性，11歲，原為高田家三子，母親再婚後改姓最上，家中排行變為第四。因為年紀較小的關係，個性開朗有活力，幼稚愛撒嬌，喜歡黏著兩。

#### 大島 雄也（おおしま ゆうや）
第2話（第1冊）初登場，男性，11歲，於小五下學期轉學，成為真人的同學。受到父親遺傳的關係，身材出眾，是全年級最高，小六時甚至超越最上四兄弟所有人。雙親離婚後由母親撫養，後來父親再婚，母親亦另外結交男友，平常都上班到很晚，週五晚上則不會回家。
個性沉穩早熟，愛慕健人，然而初次告白卻遭到嚴詞拒絕。

#### 高田 秀子（たかだ ひでこ）
第1話（第1冊）初登場，女性，健人、隼人、真人的親生母親，兩的繼母，經營「紫羅蘭咖啡館」，再婚時與三名親生子改姓最上，於第1話結尾時因胰腺癌去世。

## 補充
- 一般而言，大志應該唸做「たいし」，在本系列中則訂為「たかし」，這通常是「隆」或「高志」的讀音。
- 在《戀心花滿開》中，每個主要角色的名字中幾乎都隱藏有「植物」的概念，如「村」上大志、藤「森」春彥、「櫻」井良、續「木」敏夫、本多春「樹」...等，即便是戶塚百惠，「百」的日文唸法跟「桃」也有關係（もも）。
- 在故事設定中，「紫羅蘭咖啡館」的地址在戶山一丁目5-13，日本確有此地（在今東京都新宿區），不過和漫畫中出現的區名有所出入；至於「花滿園」的地址在ひのき台三丁目，現實中無此地名，由此可知，兩個地名應該都是虛構的。

## 上市資訊
| 冊別                | 日版上市日期 | 臺版上市日期 | 訂價 | ISBN          | 收錄內容                                                |
| ------------------- | ------------ | ------------ | ---- | ------------- | ------------------------------------------------------- |
| 《愛與陷阱》        | 2005.11.01   | 2014.05.15   | $130 | 4715302691745 | 〈〉 〈〉 〈〉 〈LOVE BLOOD〉 〈〉 〈〉                 |
| 《戀心花滿開》第1冊 | 2009.02.02   | 2009.03.12   | $120 | 4711436570680 | 〈戀心花滿開〉第1-6話 〈對了，差點忘了……〉              |
| 《戀心花滿開》第2冊 | 2010.10.16   | 2011.08.15   | $120 | 4711436574596 | 〈TAKASI抱大志〉第1-3話 〈春彥的每一天〉 〈我的小甜心〉 |
| 《我們的願望》第1冊 | 2013.12.02   | 2014.10.16   | $130 | 4718016010383 | 〈我們的願望〉第1-6話 〈隼人人生中最長的三分鐘〉        |

## 備註
1. ↑  《我們的願望》第一話中，明確指出兩19歲，且比健人大三歲，但時間在兩年後的第六話，卻又指健人比就讀國中一年級的雄也（推定為13歲）大六歲，兩處有所出入，若排除入學早晚的問題，考量健人是高中畢業生，故以19歲為宜，推測可能是生日過晚所致。
2. ↑  「TAKASI抱大志」的日文標題原為，即「大志」的讀音，指本書主角村上大志，後面的即「be ambitious」，本句是模仿威廉·史密斯·克拉克博士（Dr. William Smith Clark）的名言「Boys, be ambitious!」（少年要胸懷大志）而來，故全句「TAKASI be ambitious」即「大志要胸懷大志」之意。另外，依照第二冊後記內容，大志讀音應為「TAKASHI」才正確。
3. ↑   註:

## 外部連結
- （日語）大洋図書 （页面存档备份，存于）
- （日語）《我們的願望》發行紀念特集 （页面存档备份，存于）